# Lago Manyas
El lago Manyas o lago Kuş (en turco Manyas Gölü oKuş Gölü, que significa el «lago del Pájaro») es un lago en el oeste de Turquía, ubicado en la región de Balıkesir. Este lago de agua dulce, rico en nutrientes, con una profundidad media de 3 metros, está alimentado por aguas subterráneas y cuatro arroyos. Pequeños deltas se han formado cuando los últimos entran en el lago, comprendiendo extensas marismas y orillas con árboles. Estrechos cinturones de cañas Phragmites rodean gran parte del lago. El agua se extrae para uso industrial y para la irrigación. La ganadería de vacuno y ovino es común en las orillas del lago.
El lago Manyas es un lugar importante para la cría y la hibernación de anátidas. En 1938 se creó la reserva natural del Kuş Cenneti (palabra turca para "paraíso del pájaro") por el hidrólogo alemán y zoólogo Curt Crosswig. Este santuario de 64 hectáreas ocupa una zona en gran medida no afectada por la actividad humana en el litoral del lago cerca de Sığırcık en la esquina noreste del lago y tiene un pequeño museo ornitológico de pájaros almacenados en condiciones pobres, cámaras controladas por control remoto y una torre de observación erigida en el año 1952 por el Departamento de Hidrología de la Universidad de Estambul. 
El 13 de julio de 1994 20.4000 hectáreas del lago y su área próxima han sido declaradas como Sitio Ramsar (n.º ref. 660).
Se han documentado más de 270 especies de aves en el lago. Entre las especies importantes se encuentran: malvasías (Oxyura leucocephala), espátulas (Platalea leucorodia), flamencos (Phoenicopterus roseus), más poblaciones de cría del vulnerable pelícanos ceñudos (Pelecanus crispus). Los pelícanos vulgares migrantes (Pelecanus onocrotalus) a menudo pasan la noche en el lago.

## Temas conservacionistas
Entre las amenazas más graves se encuentran el uso agrícola y la intensificación, drenaje y la construcción de pantanos. Niveles de agua elevados artificialmente han dado como resultado la pérdida de marismas de alimentación. Los árboles de anidamiento en el Parque nacional también han empezado a morir debido al resultado de inundación prolongada. La contaminación agrícola, industrial y doméstica entra en el lago en grandes cantidades. Debido a la sobrepesca, la enfermedad, la contaminación y posiblemente los efectos del cambio en el régimen hídrico, han decaído drásticamente las capturas de pescado. La migración de los peces al lago es hoy imposible siguiendo la construcción de un regulador.